# Jorge Luis Pinto
Jorge Luis Pinto Afanador (San Gil, 16 december 1952) is een Colombiaans voetbalcoach. Hij werd in december 2014 aangesteld als bondscoach van het Hondurees voetbalelftal. Pinto is een conservatieve coach die meestal met een 5-4-1-formatie speelt. Hij staat erom bekend een explosief karakter te hebben, hetgeen hem de bijnaam Explosivo opleverde.

## Carrière
Jorge Luis Pinto begon in 1984 zijn trainerscarrière bij Millonarios, waar hij samenwerkte met onder meer Carlos Valderrama en Arnoldo Iguarán. In 1986 belandde hij voor het eerst bij Santa Fe. Hij volgde de Argentijn Eduardo Luján Manera op en lanceerde er de carrière van middenvelder Freddy Rincón. Nadien coachte hij achtereenvolgens Unión Magdalena en Deportivo Cali alvorens in 1991 terug te keren naar Santa Fe. Drie jaar later maakte de temperamentvolle Pinto opnieuw de overstap naar Unión Magdalena.
In 1997 ging de inmiddels 45-jarige trainer voor het eerst aan de slag in het buitenland. Pinto kreeg het Peruviaanse Alianza Lima onder zijn hoede. De club die al sinds 1978 op zoek was naar een nieuwe landstitel werd onder Pinto's leiding meteen kampioen. Lima won in 1997 zowel de Apertura (opening) als Clausura (sluiting) van de Peruviaanse competitie. Twee jaar later won hij met de Peruviaanse club opnieuw de Clausura, maar verloor vervolgens tegen stadsgenoot Universitario, de winnaar van de Apertura, het duel om de landstitel.
Na een nieuwe doortocht bij zijn ex-club Millonarios ging Pinto in 2001 aan de slag bij Atlético Bucaramanga, dat hij na een seizoen verliet voor de Costa Ricaanse topclub Alajuelense. De Colombiaanse coach won met Alajuelense in 2002 de Apertura en Copa Interclubes UNCAF, een jaar later werd de club in zowel de Apertura als Clausura eerste. Na zijn nieuwste successen keerde Pinto terug naar zijn thuisland. In augustus 2003 volgde hij Dušan Drašković op bij Atlético Junior.
In 2004 werd Pinto omwille van zijn ervaringen in het Costa Ricaanse voetbal benoemd als bondscoach van Costa Rica. De Colombiaan kreeg als opdracht zich te plaatsen voor het WK 2006 in Duitsland. In juli 2004 nam hij met spelers als Douglas Sequeira, Júnior Díaz, Luis Marín en Andy Herron deel aan de Copa América. In de groep van Brazilië, Paraguay en Chili werd Costa Rica ondanks twee nederlagen derde, hetgeen voldoende was om zich te kwalificeren voor de volgende ronde. Nadien verloor Pinto met 2-0 van zijn thuisland Colombia en werd Costa Rica uit het toernooi gewipt. Een maand later verloor het land tijdens de WK-kwalificatiecampagne met zware cijfers van Honduras (2-5). Hoewel Costa Rica in februari 2005 de Copa Centroamericana veroverde, werd Pinto een maand later, na een scoreloos gelijkspel tegen Trinidad en Tobago in de WK-kwalificatiecampagne, ontslagen. Costa Rica wist zich uiteindelijk zonder de Colombiaan alsnog te kwalificeren voor het WK.
Na zijn ontslag werd Pinto de nieuwe trainer van Cúcuta Deportivo. Met die club won hij voor het eerst een prijs in zijn thuisland. In het tweede deel van het seizoen 2006 werd Cúcuta Deportivo zesde in de reguliere competitie. In de daaropvolgende groepsfase werd de club winnaar in poule B en plaatste het zich voor de finale tegen Deportes Tolima. In die finale won Cúcuta Deportivo voor eigen volk met 1-0. In de terugwedstrijd had het voldoende aan een gelijkspel om voor het eerst kampioen te worden.
Die opmerkelijke prestatie leverde hem in december 2006 de functie van bondscoach op. Als trainer van het Colombiaans voetbalelftal wilde Pinto zich kwalificeren voor het WK 2010 in Zuid-Afrika. De kwalificatiecampagne die in oktober 2007 begon, bereikte ondanks een goede start voor Colombia in september 2008 een sportief dieptepunt. Eerst verloor het land van Uruguay (0-1), vier dagen later werd het vernederd door Chili (4-0). Op 16 september werd de 56-jarige Pinto ontslagen.
Ook na zijn tweede teleurstellende periode als bondscoach ging Pinto aan de slag bij Cúcuta Deportivo, maar het succes van 2006 kon hij niet meer evenaren. Nadien verhuisde hij voor het eerst naar Ecuador, waar hij trainer werd van El Nacional. Die club ruilde hij in 2010 in voor het Venezolaanse Deportivo Táchira. In het seizoen 2010/11 werd de club onder zijn leiding kampioen in de eerste helft van de competitie. In de finale tegen Zamora won Deportivo Táchira de heenwedstrijd met 0-1. In de terugwedstrijd bleef het 0-0 waardoor het team van Pinto de landstitel in de wacht sleepte.
In 2011 keerde Pinto terug naar zijn ex-club Atlético Junior, maar na twee wedstrijden stapte hij opnieuw op. De inmiddels 59-jarige trainer werd in augustus 2011 voor de tweede keer aangesteld als bondscoach van Costa Rica. Hij volgde de Argentijn Ricardo La Volpe op. In juni 2012 ging de kwalificatiecampagne voor het WK 2014 van start. Costa Rica werd in de groep van Mexico, Guyana en El Salvador tweede en plaatste zich zo voor de vierde en laatste ronde. Costa Rica presteerde in het laatste deel van de kwalificatiecampagne uitstekend. Het won van onder meer de Verenigde Staten (3–1) en Mexico (2–1), dat in de vorige ronde nog groepswinnaar was geworden. Pinto's team werd uiteindelijk tweede in het klassement en plaatste zich net als de Verenigde Staten en Honduras rechtstreeks voor het wereldkampioenschap. In 2013 veroverde Costa Rica onder Pinto's leiding ook de Copa Centroamericana. In de finale van dat toernooi won Costa Rica met 1–0 van Honduras. Op het WK 2014 werd Costa Rica ingedeeld in een groep met Italië, Uruguay en Engeland. Costa Rica versloeg Italië met 1–0, Uruguay met 3–1 en hield Engeland op 0–0 en werd dus verrassend eerste in de groep. In de achtste finale speelde Pinto met Costa Rica tegen Griekenland. In de reguliere speeltijd werd het 1–1, maar strafschoppen brachten het verschil: 5–3. In de kwartfinale trad Costa Rica aan tegen Nederland. Deze wedstrijd werd na een 0–0 eindstand met 4–3 na penalty's verloren. Pinto werd echter geliefd in eigen land door deze prestatie. In december 2014 werd hij bondscoach van Honduras, waar hij de ontslagen Hernán Medford opvolgde. Oud-international Paulo Wanchope volgde hem op als bondscoach van Costa Rica. Van november 2018 tot november 2019 was Pinto hoofdtrainer van Millonarios FC. In juni 2020 werd Pinto bondscoach van de Verenigde Arabische Emiraten, maar werd al op 30 november 2020 ontslagen wegens tegenvallende resultaten.

## Erelijst
Als trainer
 Alianza Lima
- Primera División - Apertura (1): 1997
- Primera División - Clausura (2): 1997, 1999

 Alajuelense
- Copa Interclubes UNCAF (1): 2002
- Primera División - Apertura (2): 2002, 2003
- Primera División - Clausura (1): 2003

 Cúcuta Deportivo
- Categoría Primera A (1): 2006

 Deportivo Tachira
- Primera División (1): 2010/11

 Costa Rica
- Copa Centroamericana (2): 2005, 2013

 Honduras
- Copa Centroamericana (1): 2017

Individueel
- CONCACAF Trainer van het Jaar: 2014
- Beste Colombiaanse trainer van 2014

## Trivia
- Pïnto is de broer van de Colombiaanse politica Yolanda Pinto de Gaviria.
- Pinto volgt het internationale voetbal op de voet en is een groot bewonderaar van de tactiek van José Mourinho.[5] Daarnaast kijkt hij ook op naar de Italiaanse coaches Arrigo Sacchi en Marcelo Lippi.